# Feminismo social
El feminismo social es un movimiento feminista que aboga por los derechos sociales y adaptaciones especiales para las mujeres. El término se utilizó por primera vez para describir a los miembros del movimiento por el sufragio femenino de finales del siglo XIX y principios del XX que se preocupaban por los problemas sociales que afectaban a las mujeres y a los niños. Consideraban la obtención del voto principalmente como un medio para lograr sus objetivos de reforma, más que como un objetivo en sí mismo. Después de que las mujeres obtuvieran el derecho al voto, el feminismo social continuó en forma de feministas sindicales que abogaban por una legislación proteccionista y beneficios especiales para las mujeres. El término es ampliamente utilizado, aunque algunos historiadores han cuestionado su validez.

## Origen del término
William L. O'Neill introdujo el término feminismo social en su libro de historia del movimiento feminista de 1969 Everyone Was Brave: The Rise and Fall of Feminism in America. Utilizó el término para englobar a las mujeres que participaban en la reforma cívica municipal, las casas de acogida y la mejora de las condiciones laborales de las mujeres y los niños. Para ellas, decía O'Neill, "los derechos de la mujer no eran un fin en sí mismo, como lo eran para las feministas más fervientes". O'Neill contrastó el feminismo social con el feminismo "intransigente" de mujeres como Elizabeth Cady Stanton y Susan B. Anthony, que vieron la obtención de los derechos de la mujer o el sufragio femenino como el principal objetivo. Las feministas sociales solían aceptar los estereotipos de las mujeres como compasivas, cuidadoras y centradas en los niños, mientras que las feministas duras según O'Neill solían alejarse de estas convenciones.
Naomi Black en Social Feminism (1989) distingue el feminismo social del feminismo de la igualdad. El feminismo de la igualdad puede ser liberal, marxista o socialista, pero exige igualdad de derechos para las mujeres dentro del marco definido por los hombres. El feminismo social, ya sea maternal, cultural o radical, se basa en valores femeninos. Su objetivo es ampliar el papel de la mujer más allá de la esfera privada y transformar fundamentalmente la sociedad. Por lo tanto, las organizaciones socialfeministas deberían excluir a los hombres para mantener sus características femeninas distintivas. No deben intentar ser como los hombres, ya que su naturaleza distintiva puede ser una fortaleza en la política. Inevitablemente existe el riesgo de que las feministas sociales se alineen con causas conservadoras. En el corto plazo el feminismo social es separatista, pero en el largo plazo es transformador, ya que los hombres han perdido el poder exclusivo de toma de decisiones.
El feminismo social a veces se identifica con el feminismo maternal . Esta filosofía considera que la maternidad debe ser utilizada como modelo para la política, y los instintos maternales de las mujeres las califican de manera única para participar en una esfera "femenina". Sin embargo, no todas las mujeres son necesariamente maternalistas, y el pensamiento maternal no necesariamente promueve los objetivos del feminismo social.

## Actividades

### Francia

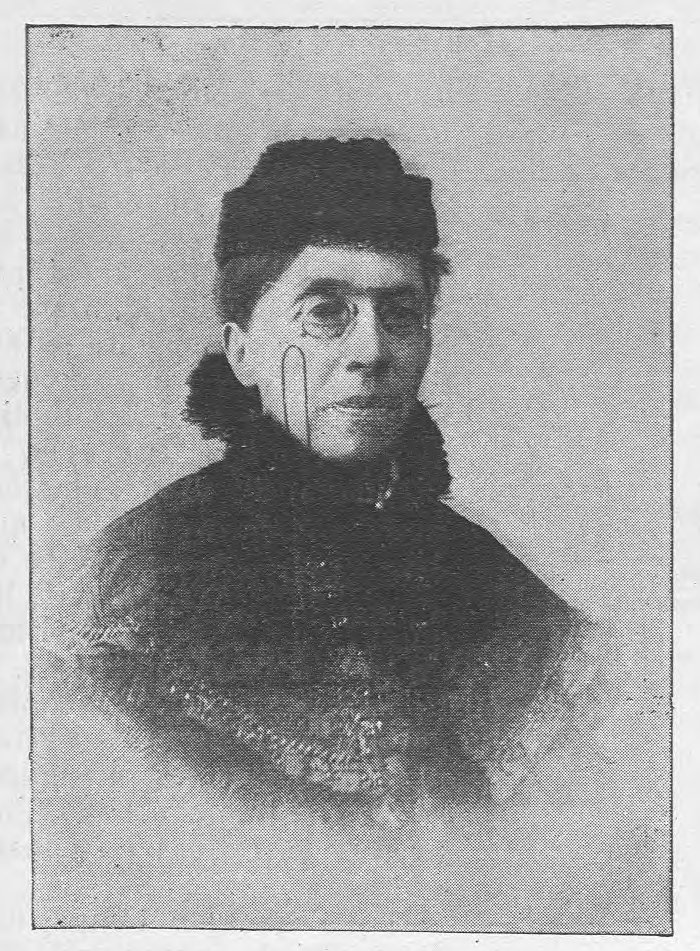
Eugénie Potonié-Pierre fue una líder francesa del feminismo social.

En Francia, en la década de 1890, el feminismo se limitaba principalmente a las mujeres burguesas. Mujeres como Eugénie Potonié-Pierre intentaron ampliar el movimiento combinando sus preocupaciones sociales con su feminismo y atraer a mujeres de clase trabajadora al movimiento feminista. La Federación Francesa de Sociedades Feministas fue fundada a principios de 1892 y celebró un congreso muy concurrido del 13 al 15 de mayo de 1892, con feministas sociales, feministas de la corriente principal y socialistas. El congreso no logró desarrollar propuestas prácticas o una política coherente. Sus cautelosos intentos de feminismo social no tuvieron éxito. En cambio, se desarrolló un movimiento de mujeres trabajadoras dentro del movimiento socialista.
Marguerite Durand, fundadora del periódico social feminista La Fronde, quien organizó el congreso internacional de derechos de la mujer de 1900, hizo un último intento de crear un movimiento feminista social en Francia. Durand vio el feminismo social como algo más que una expresión de preocupación por los problemas sociales, sino como un medio para expandir la base del movimiento feminista. Sintió que las mujeres trabajadoras crearían la revolución feminista, aunque las mujeres burguesas mantendrían el control. Incluyó socialistas moderados en el comité organizador.
La mayoría de las 500 asistentes al congreso eran mujeres ricas. Estaban dispuestas a votar por una jornada de ocho horas para los trabajadores de las fábricas, pero se negaron a dar las mismas condiciones a sus empleadas domésticas. Había dos mujeres socialistas, Elizabeth Renaud y Louise Saumoneau, que no estaban dispuestas a aceptar simplemente el liderazgo de Durand. Al final, el congreso finalizó la división entre feministas y mujeres trabajadoras. Saumoneau se volvió hostil al feminismo, viendo la lucha de clases como más importante. Denunció el feminismo "burgués" y se interesó poco por problemas exclusivos de las mujeres.

### América
A principios de siglo, las feministas sociales de Estados Unidos estaban más interesadas en cuestiones sociales amplias que en luchas políticas limitadas, y vieron a las primeras feministas, como Anthony y Stanton, egoístas en su demanda del voto por sí mismo. Vieron el voto como un medio por el cual podían mejorar la sociedad. La Unión Cristiana de Mujeres por la Templanza (WCTU), social feminista y conservadora, dirigida por Frances Willard (1839-1898) no estaba interesada en el sufragio femenino, y se opuso activamente, hasta alrededor de 1880. A partir de ese momento se llegó a la idea de que el sufragio era la única forma de obtener los cambios en la legislación necesarios para promover la templanza. El objetivo seguía siendo la templanza, y el sufragio era un medio conveniente para lograr ese objetivo. A largo plazo, la WCTU atrajo a más mujeres al movimiento sufragista, pero a corto plazo fue un competidor de las organizaciones sufragistas.
La corriente principal del movimiento por los derechos de la mujer eran las feministas sociales. A menudo veían a las mujeres como inherentemente diferentes en su punto de vista a los hombres. Hicieron campaña por las mejoras sociales y la protección de los intereses de las mujeres. Los temas incluyeron educación, derechos de propiedad, oportunidades laborales, leyes laborales, protección al ciudadano, salud pública, protección infantil y el voto.Florence Kelley (1859–1932) y Jane Addams (1860–1935) fueron ejemplos de feministas sociales. Creían que ganar el voto era fundamental para lograr sus objetivos sociales.
A principios del siglo XX, las líderes feministas sociales de la Asociación Nacional pro Sufragio de la Mujer (NAWSA), como Maud Wood Park (1871–1955) y Helen Hamilton Gardener (1853–1925), trabajaron por el sufragio femenino. Su enfoque consistía en presionar discretamente a los principales políticos masculinos, mientras el más radical Partido Nacional de la Mujer, adoptó un enfoque más agresivo con manifestaciones y piquetes. El feminismo social respaldó muchas visiones tradicionales de los roles de género, no amenazó el poder patriarcal e incluso puede haber reforzado los mecanismos tradicionales, pero la estrategia tuvo éxito en 1920 en la campaña por el voto. Después de este avance, el Partido Nacional de la Mujer propuso la Enmienda de Igualdad de Derechos (ERA). Las feministas sociales se opusieron a la ERA, que la vieron como un factor que socavaba muchos de los logros que habían logrado en el tratamiento de las trabajadoras.

En el período posterior a la victoria de la obtención del voto hubo un declive del feminismo social en Estados Unidos. Según William O'Neill, "ahora la aventura se encontraba, en su mayor parte, en la lucha no contra los problemas sociales sino contra las convenciones sociales. Beber, fumar, bailar, novedades sexuales, literatura atrevida y arte de vanguardia llenaron el vacío creado por el colapso del feminismo social". Sin embargo, las feministas laboristas continuaron haciendo campaña por la reforma en el puesto de trabajo. No quería acabar con todas las distinciones basadas en el sexo, sólo aquellas que perjudicaban a las mujeres. Por ejemplo, sentían que las leyes estatales que establecían salarios mínimos y límites máximos de horas beneficiaban a las mujeres.

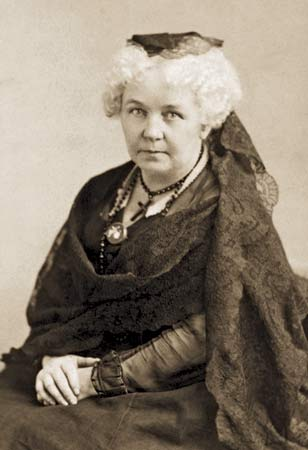
Elizabeth Cady Stanton apoyó varias causas de reforma antes de centrarse exclusivamente en los derechos de la mujer.
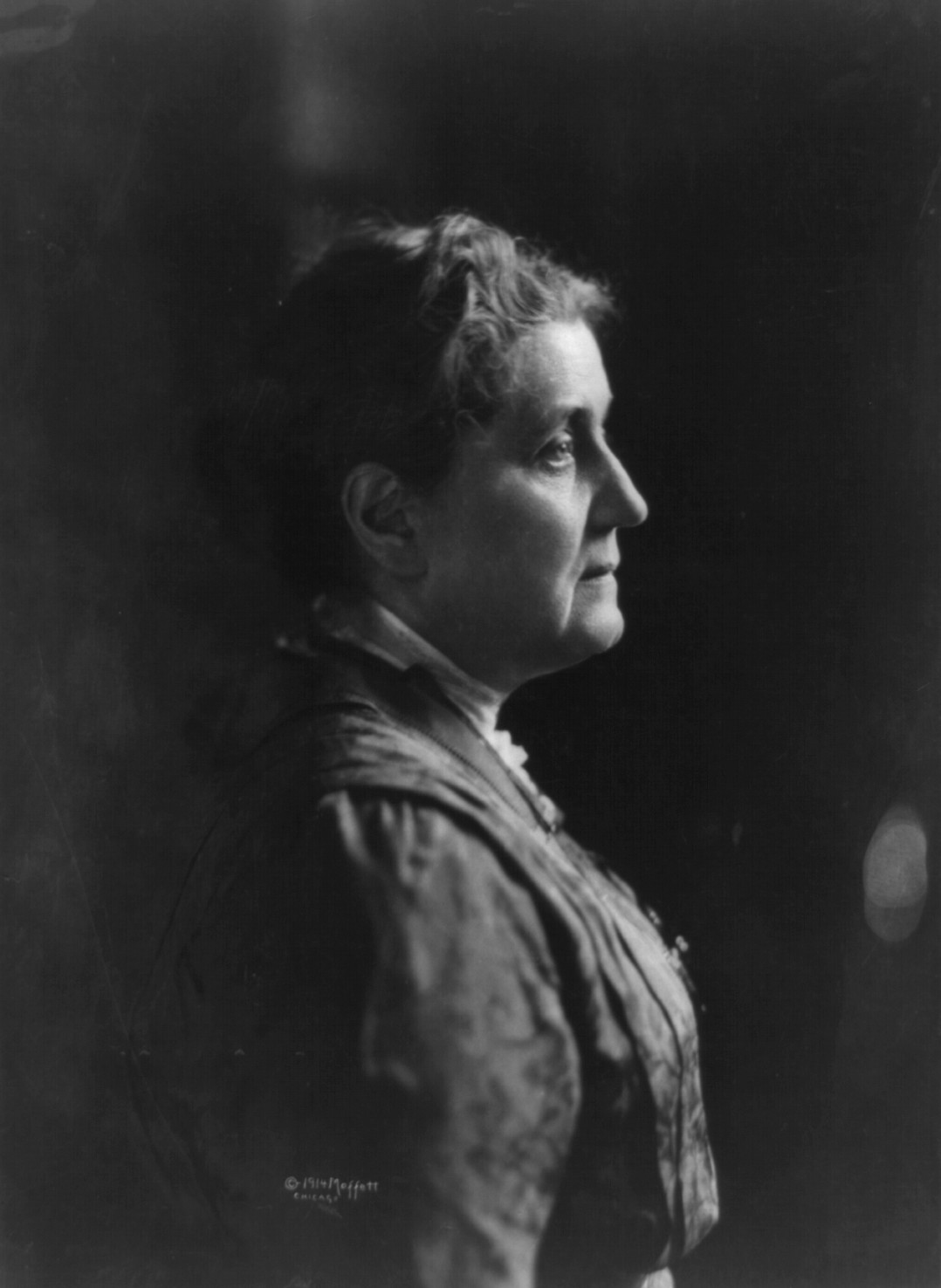
Jane Addams fue una feminista social que apoyó el sufragio femenino.

## Crítica
El concepto de feminismo social es útil para definir una gama de actividades, pero la idea de que es incompatible con el feminismo radical puede ser engañosa. En The Ideas of the Woman's Suffrage Movement, 1890–1920 (1965), Aileen S. Kraditor contrastó la creencia en la justicia natural del derecho al voto de las mujeres, común entre las sufragistas hasta finales del siglo XIX, con creencia en la "conveniencia" de que las mujeres tengan el voto para poder abordar problemas sociales, más comunes a principios del siglo XX. Sin embargo, Kraditor observa un cambio gradual en el énfasis de la "justicia" a la "conveniencia" en los fundamentos del sufragio femenino, en lugar de un conflicto entre las dos posiciones. Organizaciones como Woman's Christian Temperance Union eran principalmente feministas sociales, mientras que la NAWSA era principalmente "intransigente" en el sentido de O'Neill, pero había un considerable parecido entre sus miembros. Activistas como Mary Ritter Beard, Florence Kelley y Maud Younger pertenecen a ambas categorías.